# Parallactisch instrument van Kapteyn

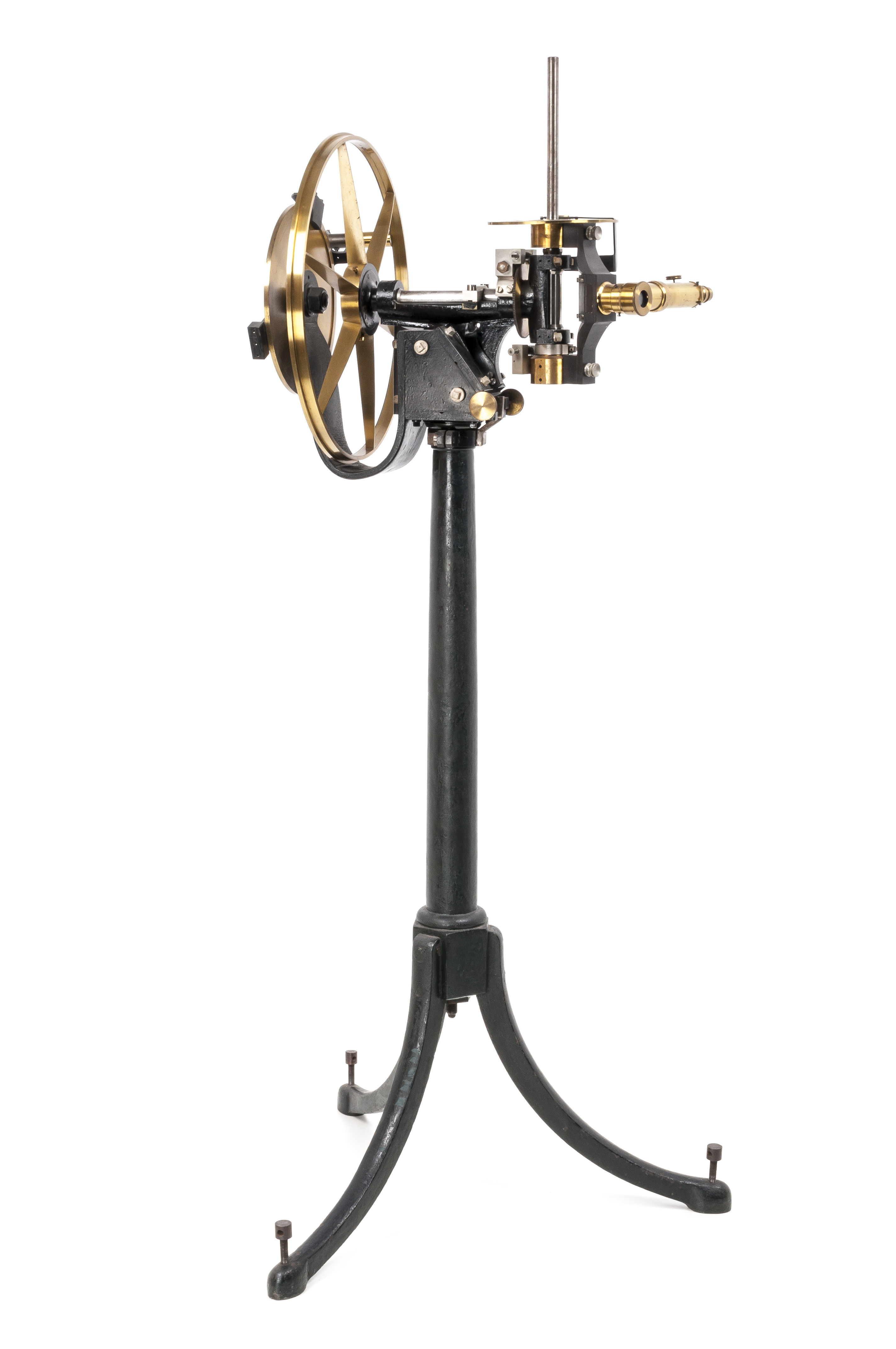
Een foto van het instrument van Kapteyn. Niet getoond wordt de glasplaatfotohouder.

Het parallactisch instrument, of instrument van Kapteyn, is een meetinstrument gemaakt door de Nederlandse astronoom Jacobus Cornelius Kapteyn rond 1886. Kapteyn heeft met zijn instrument meer dan 1700 glasplaatfoto's van de sterrenhemel van het zuidelijk halfrond geanalyseerd.
Dit onderzoek heeft bijgedragen aan de doorbraak van Kapteyn; de Cape Photographic Durchmusterung, een catalogus van 454.875 sterren. De metingen van Kapteyn vormden samen met de metingen van het noordelijk halfrond (de Bonner Durchmusterung) een complete sterrencatalogus met een voor die tijd indrukwekkende nauwkeurigheid.
Het instrument van Kapteyn bevindt zich in het depot van het Universiteitsmuseum van Groningen.

## Oorsprong
Bij gebrek aan een observatorium in Groningen gebruikte Kapteyn een zelfgemaakt instrument voor de analyse van glasplaatfoto's van de sterrenhemel, gemaakt door zijn collega David Gill in Kaapstad.
Kapteyn bouwde het instrument van verschillende onderdelen afkomstig van andere (meet-) instrumenten.
Hoewel Kapteyn het de naam ‘parallactisch instrument’ gaf, heeft het instrument niets te maken met het parallaxverschijnsel. De naam is mogelijk afkomstig van het feit dat het onderstel van het instrument van Kapteyn afkomstig was van een instrument met een parallactische montering.

## Werking

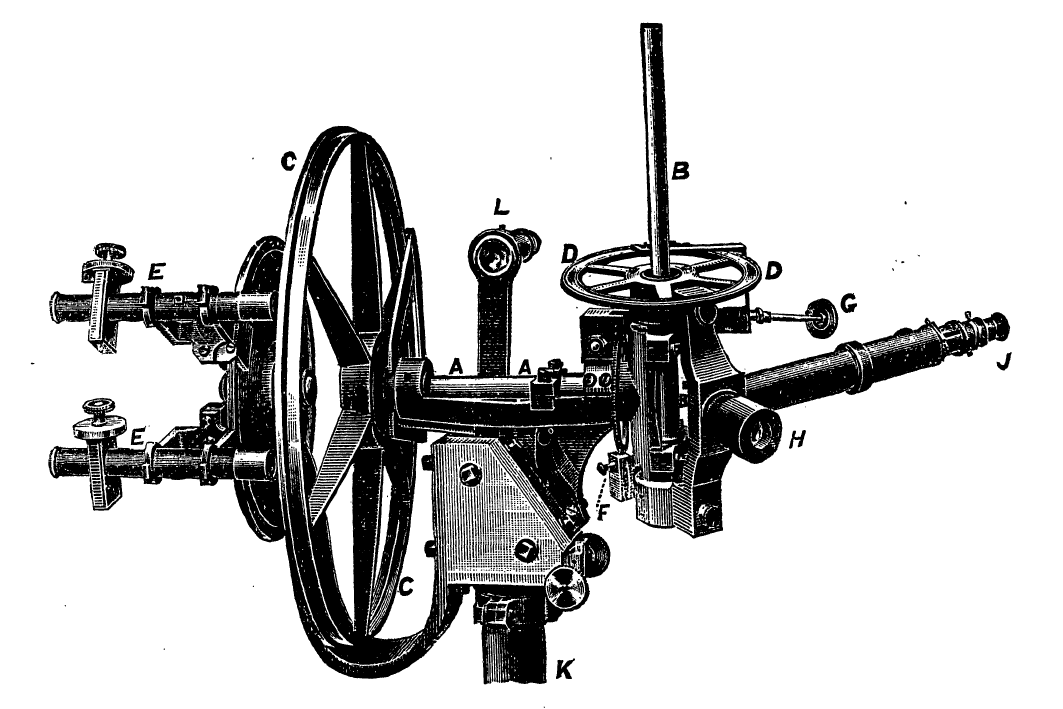
Een tekening van het instrument van Kapteyn

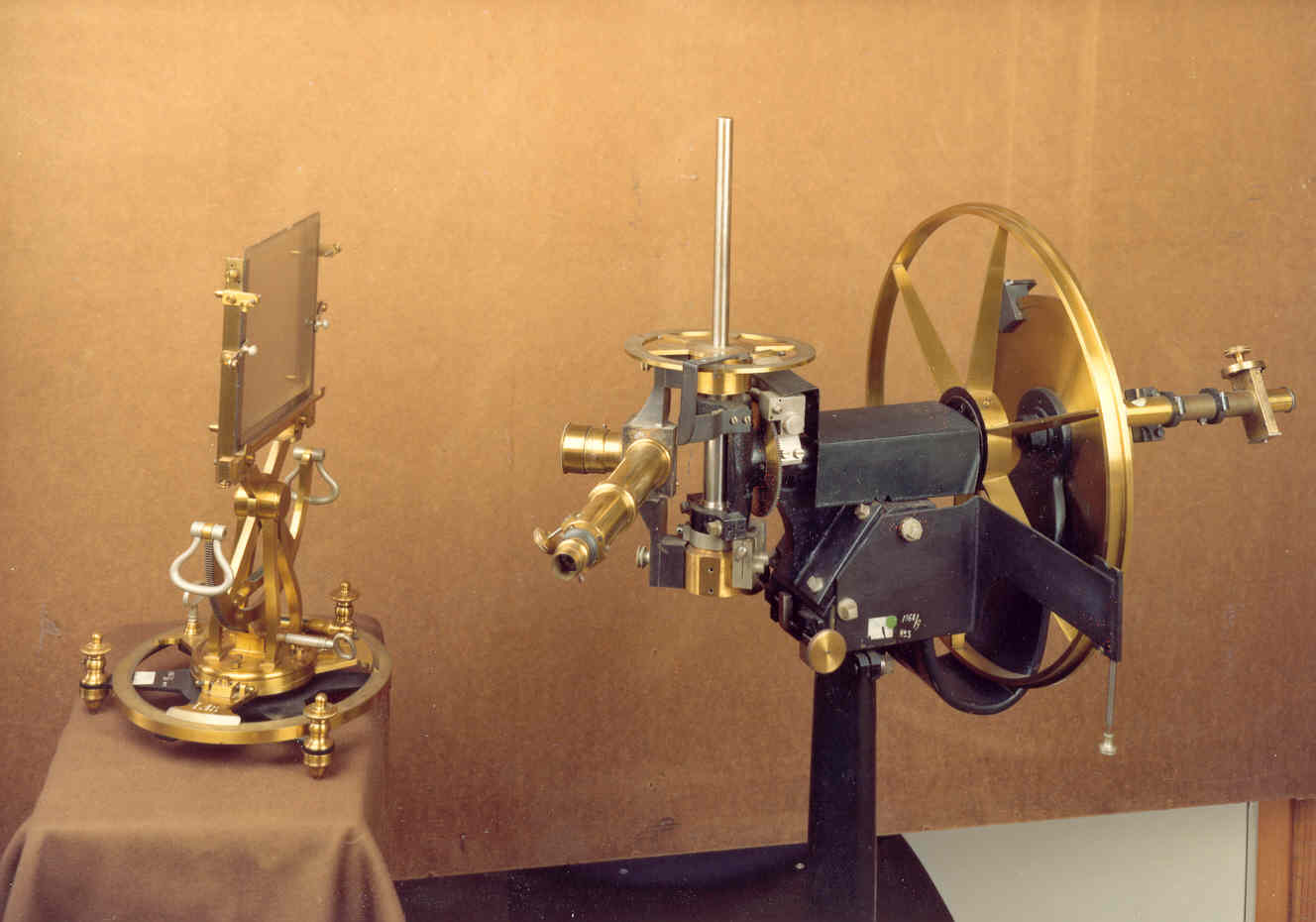
Een foto van het instrument van Kapteyn en de bijbehorende glasplaatfoto-houder.

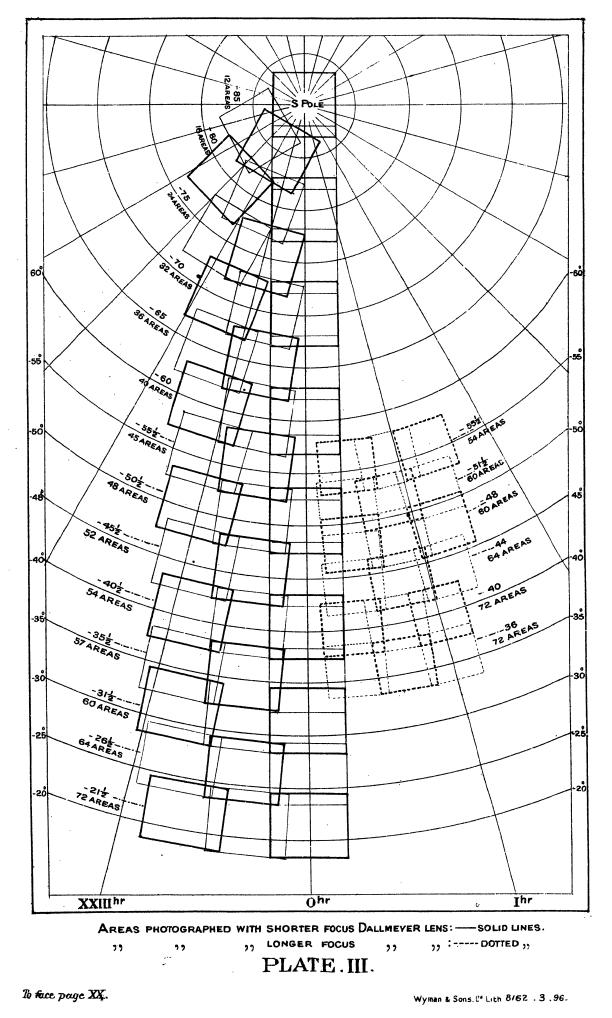
Verdeling van de glasplaten over de hemel. De platen overlappen elkaar aan de randen.

Er waren drie onderzoekers nodig om een meting met het instrument uit te voeren, ieder met een eigen taak:
1. Het positioneren van de lens op een ster, het schatten van de diameter van de ster en het aflezen van de declinatie.
2. Het aflezen van de rechte klimming met behulp van een microscoop.
3. Het opschrijven van de resultaten die de andere onderzoekers aan hem vertelden.[4]

De onderzoeker kijkt door het oculair (onderdeel J, zie ook de tekening), en richt de lens (H) op een glasplaatfoto bevestigd in een houder. De afstand tussen het middelpunt van het instrument en de foto moet hetzelfde zijn als de brandpuntsafstand van de telescoop waarmee de foto oorspronkelijk genomen is (in het geval van de foto’s van Gill: 137 cm). Door de rechter as (B) te draaien kan de onderzoeker de lens op een ster richten. De onderzoeker kan de positie van de bekeken ster aflezen op het onderliggende wiel (D). Onderdelen A en C bewerkstelligen ditzelfde voor de rechte klimming. Onderdeel L is niet bewaard gebleven. Door deze kleinere telescoop kan de onderzoeker het instrument van Kapteyn op de correcte plaats ten opzichte van de foto houden.
Van elke positie van de sterrenhemel gebruikte Kapteyn twee foto's (elk gemaakt op een andere nacht). Deze plaatste hij in de houder achter elkaar (ongeveer 1 mm van elkaar verwijderd), de één iets verschoven ten opzichte van de ander. Hierdoor was het makkelijker om sterren van stofjes op de glasplaat te onderscheiden.

## Gebruik door Kapteyn
De eerste foto (gericht op de zuidpool) analyseerden Kapteyn en zijn medewerkers op 28 oktober 1886, de laatste (gericht op 85° declinatie) op 9 juni, 1887. Zij gebruikten het instrument in het laboratorium van Dirk Huizinga, een hoogleraar in de fysiologie die twee van zijn ruimtes beschikbaar stelde. Kapteyn en zijn medewerkers analyseerden de glasplaatfoto’s in duplo en verduisterden de ruimte om details op de foto’s beter te kunnen zien.
Kapteyn en zijn medewerkers voerden enkele herhalingsmetingen uit in 1892, 1896, 1897 en 1892.
Vervolgens publiceerden Kapteyn en Gill de Durchmusterung in drie delen die samen de Cape Photographic Durchmusterung vormen: declinatiezones -18° tot -37° (1896), -38° tot -52° (1897) en -53° tot -89° (1900).

### Invloed op het privéleven
Het intensieve werk met het instrument had een negatieve invloed op de gezondheid en het privéleven van Kapteyn. Kapteyn had vaak last van zijn ogen en buik, en raakte door het werk snel geïrriteerd.
Kapteyn schreef aan Gill in 1892, nadat een van de laatste metingen was voltooid: “…- en de waarheid is dat mijn geduld bijna op is”, waarmee hij verwees naar het meetwerk.
Verder schreef Kapteyn over werken aan de Durchmusterung: “Er is een soort lot dat ervoor zorgt dat ik mijn leven lang doe wat ik het minst graag wil doen.”

### Gevangenen
De Britse astronoom Arthur Stanley Eddington beweerde dat gedetineerden hebben meegewerkt aan de analyse met het instrument van Kapteyn. Men twijfelt echter over de juistheid hiervan, omdat gevangenen in die tijd relatief simpele taken uitvoerden en omdat in correspondenties met Kapteyn dit feit nooit ter sprake kwam.

## Impact en bijzonderheden
Men zag de publicatie van de metingen met zijn instrument als de grote doorbraak van Kapteyn.
In 1901 ontving Kapteyn als eerste Nederlander een gouden medaille van de Britse Royal Astronomical Society, waarvan hij lid was geweest sinds 1892. Verder beïnvloedde het werk met het instrument de theorieën van Kapteyn over de vorm van de Melkweg. Kapteyn sprak al over deze theorieën in 1891 tijdens een rectorale rede.
De Amerikaanse astronoom Simon Newcomb schreef lovend over Kapteyn:
‘Dit werk [de Cape Photographic Durchmusterung] van Kapteyn biedt een opmerkenswaardig voorbeeld van de geest die een geboren onderzoeker van de hemel bezielt.’
Jacob Halm schreef dat de resultaten van de Cape Photography Durchmusterung een nauwkeurigheid hadden die vergelijkbaar was met de nauwkeurigheid van de resultaten van het noordelijk halfrond. De astronoom Henry Sawerthal, die het laboratorium van Kapteyn bezocht in 1889, beschreef de resultaten van het instrument zelfs als ‘...nauwkeuriger dan de Noordse Durchmusterung, niet alleen de posities maar ook de helderheden (van de sterren).’
De Duitse astronoom Max Wolf zou het instrument van Kapteyn zodanig bewonderd hebben dat hij een eigen, ‘verbeterde’, versie van het instrument bouwde.